# 卡斯克斯納沃洛克湖
61°35′10″N 33°21′14″E / 61.58611°N 33.35389°E
卡斯克斯納沃洛克湖（俄语：Каскеснаволок），是俄羅斯的湖泊，位於該國西北部，由卡累利阿共和國負責管轄，長3公里、寬1.2公里，面積2.5平方公里，海拔高度176米，平均水深4.4米，最大水深17米。